# بخش معصومیه
بخش معصومیه یکی از سه بخش شهرستان اراک در استان مرکزی ایران است.

## تقسیمات کشوری
- دهستان های بخش معصومیه شهرستان اراک:
  - دهستان معصومیه
  - دهستان مشک‌آباد
- نقطه شهری: کارچان

## جمعیت
بنابر سرشماری مرکز آمار ایران، جمعیت بخش معصومه شهرستان اراک در سال ۱۳۹۵ برابر با ۱۵٬۸۸۹ نفر بوده‌است.